# Proceratophrys rondonae
Proceratophrys rondonae é uma espécie de anfíbio da família Odontophrynidae. Endêmica do Brasil, pode ser encontrada na bacia do rio Branco, no estado de Rondônia.